# Хамидова, Зулай Хамидовна
Зулай Хамидовна Хамидова (чечен. Хамидова Зулай Хьумидан йоІ; р. 1940, Старые Атаги, Чечено-Ингушская АССР, СССР) — писатель, лингвист, доктор филологических наук. Профессор, заслуженный деятель науки Чечено-Ингушской АССР, академик. Автор многочисленных научных работ по чеченскому языку и один из главных его знатоков среди современников.

## Биография
Родилась в селении Старые Атаги, представительница тайпа Пхамтой. Сестра известного поэта Абдул-Хамида Хамидова.
Окончив в 1962 году чечено-ингушский педагогический институт, осталась работать на кафедре вайнахских языков в качестве ассистента. В 1965 году поступила на аспирантуру в ведущее научное учреждение — Институт языкознания Академии наук СССР.
В 1968 году старший преподаватель кафедры вайнахской филологии. В 1972 году по теме «Категория наречия в чеченском литературном языке» защитила кандидатскую диссертацию.
В 1993 — ректор Чеченского Государственного педагогического института и с 1994 одновременно — заведующая кафедрой чеченской филологии. В 1994 была назначена заместителем главы администрации Грозного. С 1999 — докторант Института языкознания РАН.
В 2000 году Хамидова в Институте языкознания РАН с высокой оценкой защитила докторскую диссертацию на тему «Основы стилистики чеченского языка». Первая чеченская женщина — доктор филологических наук.
Автор более 120 научных работ, разработок и программ по изучению и совершенствованию чеченского языка. Её перу принадлежит ряд монографий, учебников для вузов, школ и пособий для начинающих изучать чеченский язык и его особенности, наиболее известные из них вышедшие в 2003 под её редакцией «Чеченские сказки» и изданный в 2005 «Русско-чеченский разговорник».
Учёный совет Московской гуманитарной академии присвоил Хамидовой звание почетного профессора. Является лауреатом премии имени Ломоносова в области науки, образования, культуры, искусства.

## Награды
- Заслуженный деятель науки Чечено-Ингушской АССР
- Премии имени М. В. Ломоносова
- Большая золотая медаль имени М. В. Ломоносова